# Семки (Мглинский район)
Семки — село с большой истории в Мглинском районе Брянской области России. Входит в состав Ветлевского сельского поселения. До 2002 года была центром Семковского сельсовета. 

## История
В Мглинском районе есть древнее село Семки. Возникло оно при речке Дивовке в 17 веке.
Семки принадлежали при поляках Николаю Абрамовичу. После изгнания поляков Семки перешли во владение сотника Мглинского Ивана Красного, затем были владением Мглинской ратуши, а в 1709 году были отданы Мглинскому городовому атаману Андрею Зубрицкому, у которого Семки выкупил князь Меньшиков… В 1723 году казаков в Семках было 14 дворов, а в 1781 году-25 дворов и 28 хат.[2]
В 1723 году в деревне Семки насчитывалось 72 двора и хаты, а в 1781- уже более 160.
В Семках у Андрея Зубрицкого, у Петра Романовского, у Василия Губчица, у Разумовского а подданстве находилось в общей сложности более 100 крестьянских дворов и более 80 бездворных хат.
Деревня Попелёвка при речке Попелёвке поселена около 1712 года почепским комендантом Павловым на землях села Семки. В 1716 году жители Семков жаловались, что Павлов отнял у них много пахотных земель, да сенокосов возов на 30 и на отнятых землях "обапол речки Попелёвки посадил слободку Попелёвку", названную в 1723 году слободою Новоселою. Попелёвка в 1886 году названа селом. Однако позднее она стала именоваться деревней.
В 1916 году территория наша входила в Черниговскую губернию Мглинского уезда, Романовской волости.
В 1919 году – Гомельская губерния, Мглинского уезда, Романовской волости.
В 1929 году наши сёла стали входить в Западную область Клинцовского округа Мглинского района. Образовались Семковский и Попелёвский сельские советы, то есть на территории нашего колхоза было два Сельских Совета, а в 1939 году два сельских совета были объединены в один совет – Семковский.
С 1944 года – Брянская область, Мглинский район, Семковский сельский совет.
С 1948 по 1954 год наша территория входила в Дивовский сельский совет.
До 1917 года наши сёла были: село Семки, посёлок Сумина, хутор Корунский (в настоящее время – посёлок), деревня Попелёвка, посёлок Костюк, посёлок Лосев Бугор, посёлок Лубенец, посёлок Хохловщина, посёлок Брешковка и село Лизогубовка (в настоящее время с. Лизогубовка Унечского района). Основное население проживало в с. Семки. Все они входили в имение помещика Борщова. Надо заметить, что Борщов был не из богатых помещиков и жители, работающие на него жили в ветхих избах, сделанных частично из дерева, лозняка покрытого глиной.

## Усадьба Борщова
Усадьба Борщова также не выделялась по сравнению с соседями.
На территории усадьбы покоится прах жены помещика Борщовой Елены Григорьевны.
Дом, где жил Борщов в Семках, сохранился до наших дней, в нем после 1917 года была школа, сейчас административное здание. В каком году был построен дом, старожилы 19 века не припомнят
Вокруг дома-усадьбы в размерах 10 га. Размещался сад, который связывал дом с церковью, которая простояла до 1937 года, затем была разобрана и рядом построен клуб и правление колхоза (из материалов церкви). Жители сёл были наделены землёй, с которой помещику платили оброк. Всё выращивалось и обрабатывалось вручную, на лошадях.

## География
Село находится в северо-западной части Брянской области, в зоне хвойно-широколиственных лесов, на берегах реки Дивовки, при автодороге 15Н-1614, на расстоянии примерно 9 километров (по прямой) к юго-востоку от города Мглина, административного центра района. Абсолютная высота — 187 метров над уровнем моря.

### Климат
Климат характеризуется как умеренно континентальный, с тёплым летом и умеренно холодной зимой. Среднегодовая многолетняя температура воздуха составляет 5,1 °С. Средняя температура воздуха самого тёплого месяца (июля) — 17,9 °C (абсолютный максимум — 38 °C); самого холодного (января) — −8,5 °C (абсолютный минимум — −39 °C). Безморозный период длится в среднем 130—135 дней. Среднегодовое количество атмосферных осадков составляет 580 мм, из которых большая часть выпадает в тёплый период. Снежный покров держится в течение 125 дней.

### Часовой пояс
Село Семки, как и вся Брянская область, находится в часовой зоне МСК (московское время). Смещение применяемого времени относительно UTC составляет +3:00.

## Население
| 2010 | 2013 |
| ---- | ---- |
| 374  | ↘368 |

### Национальный состав
Согласно результатам переписи 2002 года, в национальной структуре населения русские составляли 100 % из 426 чел.